# Andreas Möller
Andreas Möller (ur. 2 września 1967 we Frankfurcie nad Menem) – niemiecki piłkarz grający na pozycji ofensywnego pomocnika. Z reprezentacją Niemiec, w której barwach rozegrał 85 meczów, zdobył mistrzostwo świata 1990 oraz wicemistrzostwo (1992) i mistrzostwo Europy (1996).

## Kariera piłkarska
- 1985-87 – Eintracht Frankfurt
- 1988-90 – Borussia Dortmund
- 1990-92 – Eintracht Frankfurt
- 1992-94 – Juventus F.C.
- 1994-00 – Borussia Dortmund
- 2000-03 – FC Schalke 04
- 2003-04 – Eintracht Frankfurt

## Sukcesy piłkarskie
- Puchar UEFA 1993 z Juventusem
- mistrzostwo Niemiec 1995 i 1996, Puchar Niemiec 1989 oraz Puchar Mistrzów 1997 z Borussią Dortmund
- Puchar Niemiec 2001 i 2002 z Schalke

W reprezentacji Niemiec od 1988 do 1999 roku rozegrał 85 meczów i strzelił 29 goli – mistrzostwo świata 1990, wicemistrzostwo Europy 1992, mistrzostwo Europy 1996 i starty w Mistrzostwach Świata 1994 (ćwierćfinał) i Mistrzostwach Świata 1998 (ćwierćfinał).